# Luigi Cevenini
Luigi Cevenini (13 de març de 1895 - 23 de juliol de 1968) fou un futbolista italià de la dècada de 1920.
Fou 29 cops internacional amb la selecció italiana.
Pel que fa a clubs, defensà els colors de l'Internazionale.
Quatre germans seus també foren futbolistes: Aldo Cevenini I, Mario Cevenini II, Cesare Cevenini IV i Carlo Cevenini V.

## Palmarès
Internazionale
- Lliga italiana de futbol: 1919-20

Novese
- Lliga italiana de futbol: 1921-22

Itàlia
- Campionat de l'Europa Central de futbol: 1927-30